# Elija
Elija (hebr. Elijjáhu), s pomenom »Jahve je Bog«, * (9. stol. pr. n. št.), je starozavezni prerok iz Tišbe v Gilleadu. 
Deloval je v Severnem kraljestvu med 874 in 852 pr. n. št., v času izraelskih kraljev Ahaba in Ahazjaja. Njegovo sporočilo oz. preroštvo ni zapisano, deloma govorita o njem Prva in Druga knjiga kraljev. V času kralja Ahaba, ki je pod vplivom žene Jezabele uvedel malikovanje in kult kanaanskega boga Baala, je pridigal, da je samo Jahve pravi bog.

## Preroštvo
Elija je kot goreč zagovornik monoteizma s pogumom in tudi čudeži branil zvestobo bogu:
- obudil je mrtvega dečka (1 Kr 17,21-22)
- da je njegov bog resničen, je izpričal, ko je pred nasprotniki po dolgi suši priklical dež (1 Kr 18)
- na gori Karmel je premagal Baalove svečenike (1 Kr 36-39)
- bil je deležen božje hrane (1 Kr 19,7) in je zatem hodil 40 dni do gore Horeb (1 Kr 19,8)
- Po bibličnem poročilu se je »vzdignil v nebo« (2 Kr 2,11) in se bo znova prikazal pred poslednjo sodbo:

»Glej, pošljem vam preroka Elija, preden pride Gospodov dan, velik in strašen. On bo obrnil srce očetov k otrokom in srce otrok k očetom, da ne pridem in ne udarim dežele s prekletstvom.« (Mal 4,5–6) 
Judovsko izročilo ga ima za velikega zagovornika ljudstva. V Novi zavezi ga ob Jezusovi spremenitvi navajajo skupaj z Mojzesom, kot predstavnika prerokov (Mr 9,14-13).  Jezus Kristus opozarja na Janeza Krstnika kot na Elijo, ki je že prišel (Mr 9,12). Pogosto preroka uprizarjajo na gorečem vozu, med vožnjo v nebesa (2 Kr 2,11).
Več o življenju tega velikega preroka lahko izveste tudi v stripu: Abadie, Stéphane; Thivollier, Pierre (2015). Elija: puščavnik in goreč prerok. Družina. COBISS 515795509.

## Cerkve
Pri nas so preroku in svetniku sedaj posvečene le tri cerkve, bolj ga častijo na Hrvaškem.
| Slika                     | Cerkev | Kraj/naselje | Župnija/škofija       |
| ------------------------- | ------ | ------------ | --------------------- |
| Klikni za spremembo slike | Elija  | Kopriva      | Dutovlje / KP         |
| Klikni za spremembo slike | Elija  | Mihele       | Hrpelje - Kozina / KP |
| Klikni za spremembo slike | Elija  | Planina      | Semič / NM            |

## Češčenje

### Pravoslavne cerkve
V pravoslavju je prerok Elija izjemno cenjen, kot goreč zagovornik vere v enega boga, pogosto ga upodabljajo tudi na ikonah. Njegov god je v mnogih pravoslavnih skupnostih povezan z blagoslovom vode, procesijami in molitvami za dež. Kot eden največjih prerokov je pogosto povezan tudi z ognjem (t.i. Elijev ogenj), gorečnostjo in božjo močjo.
V vzhodnem krščanstvu prerok Elija goduje na 15. junija, v nekaterih pravoslavnih cerkvah, zlasti v Srbski pravoslavni cerkvi pa Elijev god (Ilijin dan) praznujejo 20. julija po julijanskem, kar ustreza 2. avgustu po gregorijanskem koledarju.

### Katoliške cerkve
Elija je češčen kot prerok in tudi svetnik, ter je vključen v liturgične koledarje, kot zgled žive vere. Prerok je zaščitnik cerkvenih redov karmeličanov in karmeličank, ki ga častijo kot duhovnega očeta reda, je pa tudi zavetnik vseh poklicev v povezavi z letalstvom.

### Anglikanska cerkev
Tudi v Anglikanski cerkvi je Elija priznan kot svetnik, čeprav je starozavezna osebnost. Četudi anglikanska tradicija ne prakticira češčenja svetnikov v enaki obliki kot katoliške in pravoslavne cerkve, ga spoštuje kot svetega moža, ki ima pomembno mesto v Svetem pismu.

### Evangeličanske cerkve
Evangeličanske cerkve ne prakticirajo češčenja svetnikov, saj poudarjajo neposreden odnos z bogom. Zato Elija ni predmet molitev ali godovnih praznovanj, temveč zgolj zgled iz Svetega pisma.